# Salida, Colorado
Salida är en stad (city) i Chaffee County, i delstaten Colorado, USA. Enligt United States Census Bureau har staden en folkmängd på 5 274 invånare (2011) och en landarea på 6,7 km². Salida är huvudort i Chaffee County.